# یواس‌اس نوادا (بی‌ام-۸)
یواس‌اس نوادا (بی‌ام-۸) (به انگلیسی: USS Nevada (BM-8)) یک کشتی بود که طول آن ۲۵۵ فوت ۱ اینچ (۷۷٫۷۵ متر) بود. این کشتی در سال ۱۹۰۰ ساخته شد.